# ミヤマザクラ
ミヤマザクラ（深山桜、学名: Cerasus maximowiczii）は、バラ科サクラ属の落葉高木。高地から亜高山にかけて生え、他のサクラよりも花期が遅く深山に咲く。別名、シロザクラ。

## 名前の由来
和名は、深山に生える桜、深山桜の意で、種小名は、ロシア人で東亜植物研究者のカール・ヨハン・マキシモヴィッチへの献名。中国名は黑櫻桃。

## 分布
日本では、北海道、本州、四国、九州に分布し、山地の上部から亜高山帯下部に生育し、北国や標高の高いところに多い。蛇紋岩地帯や石灰岩地帯にも生育する。国外では、朝鮮半島、中国大陸東北部、ウスリー、サハリンに分布する。

## 特徴
落葉広葉樹の高木。幹の高さは5 - 10メートル (m) 、径は40センチメートル (cm) になる。大きいものでは高さ15 m、径60 - 90 cmに達する。樹皮は灰紫褐色から紫褐色で、サクラ類特有の横に長い皮目が並ぶ。新しい枝は白っぽく、褐色の伏した毛がやや密に生え、2年枝は灰褐色で、白色のふくらんだ皮目が点在する。
葉は互生し、葉柄は長さ10 - 15ミリメートル (mm) になり褐色の毛を密生させる。葉身は長さ4 - 7 cm、幅2.8 - 4.5 cmの倒卵状長楕円形で、先端は尾状に鋭くとがり、基部は広いくさび形または切形となり、基部に1対の蜜腺がある。葉の表面は光沢がなく、斜上する毛がまばらに生え、裏面は脈上に伏した毛が生える。縁は鋭い2重鋸歯になり、先端は腺になる。
花期は5 - 6月上旬。花は葉が完全に展開した後に咲き、側枝の先に長さ4 - 8 cmの総状花序をつけ4 - 8個の花がつき、花序軸には褐色の毛が密生する。花序に葉状の苞があり、苞は卵状で長さ約7 mmになり、歯牙があり、花後も宿存して目立つ。花は径1.5 - 2 cmで、白色の5弁花、花柄は長さ1 - 2.2 cmで褐色の毛が密生し、花弁は広楕円形で先は円形、長さ6 - 8 mmになり花時には水平に開く。萼筒は長さ約3.5 mmの鐘形で伏毛があり、萼は5裂し裂片は長楕円形で先はとがり、長さ2.5 - 3 mmになり縁に鋸歯がある。雄蕊は34 - 38個あり、長さ約10 mmになり、花糸には毛がない。花柱は雄蕊と同じ長さ。
果実は径約9 mmの球形の核果で、紅紫色で7 - 8月には黒紫色に熟す。完熟しても果肉は苦い。
冬芽は互生し、卵形で先が尖り茶褐色をした鱗芽で、7 - 10枚の芽鱗に包まれている。花芽は葉芽よりも丸みがある。側芽は枝に互生する。葉痕は半円形や三日月形で、維管束痕が3個つく。
- つぼみ。花序は総状で、葉状の苞がある。
- 花は白色。花弁の先は凹まず、円い。
- 蜜腺は葉の基部に1対つく。
- 若い果実。花後も苞が残る。
- 樹皮。横に長い皮目が目立つ。
- 花は葉が完全に展開した後に咲く。

## ミヤマザクラ群
ミヤマザクラ群の種は、葉が完全に展開した後に花が咲く。ミヤマザクラ群の分布の中心は、中国大陸南西部であり、四川省から雲南省にかけた地域に5種ほど分布する。ミヤマザクラ群の特徴は、花序が総状につき、花弁の先が円く、凹状に切れ込まないこと、葉状の苞が果期まで残ることなどである。日本に分布するのは、このミヤマザクラ1種のみである。